# James Harden
Pour les articles homonymes, voir Harden.
James Harden (état civil complet : James Edward Harden Jr.), né le 26 août 1989 à Los Angeles, est un joueur américain de basket-ball évoluant aux postes d'arrière et de meneur de jeu.
Il a effectué sa carrière universitaire aux Sun Devils d'Arizona State. Il évolue depuis 2023 aux Clippers de Los Angeles après avoir passé un peu plus de huit saisons aux Rockets de Houston, une aux Nets de Brooklyn, une aux 76ers de Philadelphie et trois au Thunder d'Oklahoma City où il a remporté le titre de sixième homme de l'année en 2012.
Il est nommé MVP de la saison NBA 2017-2018, en plus d'être meilleur marqueur de la saison régulière. Durant la saison 2018-2019, il établit de nombreux records avec les Rockets, tels qu'inscrire plus de 30 points sur 32 matchs consécutifs, rejoignant ainsi des joueurs de légende tels que Wilt Chamberlain et Michael Jordan.
Il est sélectionné à dix reprises pour le NBA All-Star Game et sept fois dans une All-NBA Team, dont 6 fois dans la First-All NBA Team et est considéré comme l'un des meilleurs joueurs de l'histoire du basket.
Deux fois membre de l’équipe nationale des États-Unis, Harden remporte des médailles d’or aux Jeux olympiques d’été de 2012 et à la Coupe du monde FIBA de 2014.

## Jeunesse

### Enfance
James Edward Harden Jr. naît le 26 août 1989 à Los Angeles de Monja Willis et James Harden Sr. Son père exerce, à l'époque, ses fonctions dans la marine américaine tandis que sa mère travaille chez le fournisseur de services AT&T. Lorsqu'il est enfant, il découvre le basket-ball dans lequel on lui découvre des qualités remarquables. James Harden grandit aux côtés de DeMar DeRozan, lui aussi devenu joueur professionnel de basket-ball, avec qui il joue pendant toute sa jeunesse. Pour éloigner son fils de l'environnement dangereux de Compton et afin qu'il mène des études sérieuses, Monja Willis décide de l'inscrire à Lakewood, au lycée Artesia.

### Carrière universitaire
Après avoir évolué au lycée Artesia, il rejoint les Sun Devils de l'université d'État de l'Arizona. Il évolue deux ans dans cette école, terminant lors de sa première saison dans le premier cinq de la Pac 10 Conference, performance qu'il renouvelle la saison suivante avec également un titre de meilleur joueur de la conférence lors de cette dernière année. Lors de ces deux saisons, ses statistiques sont de 2 points, 2 rebonds, 0 passe, 1 interception en 2008 puis 20,1 points, 5,6 rebonds, 2 passes, 1,7 interception.

## Carrière professionnelle

### Thunder d'Oklahoma City (2009-2012)

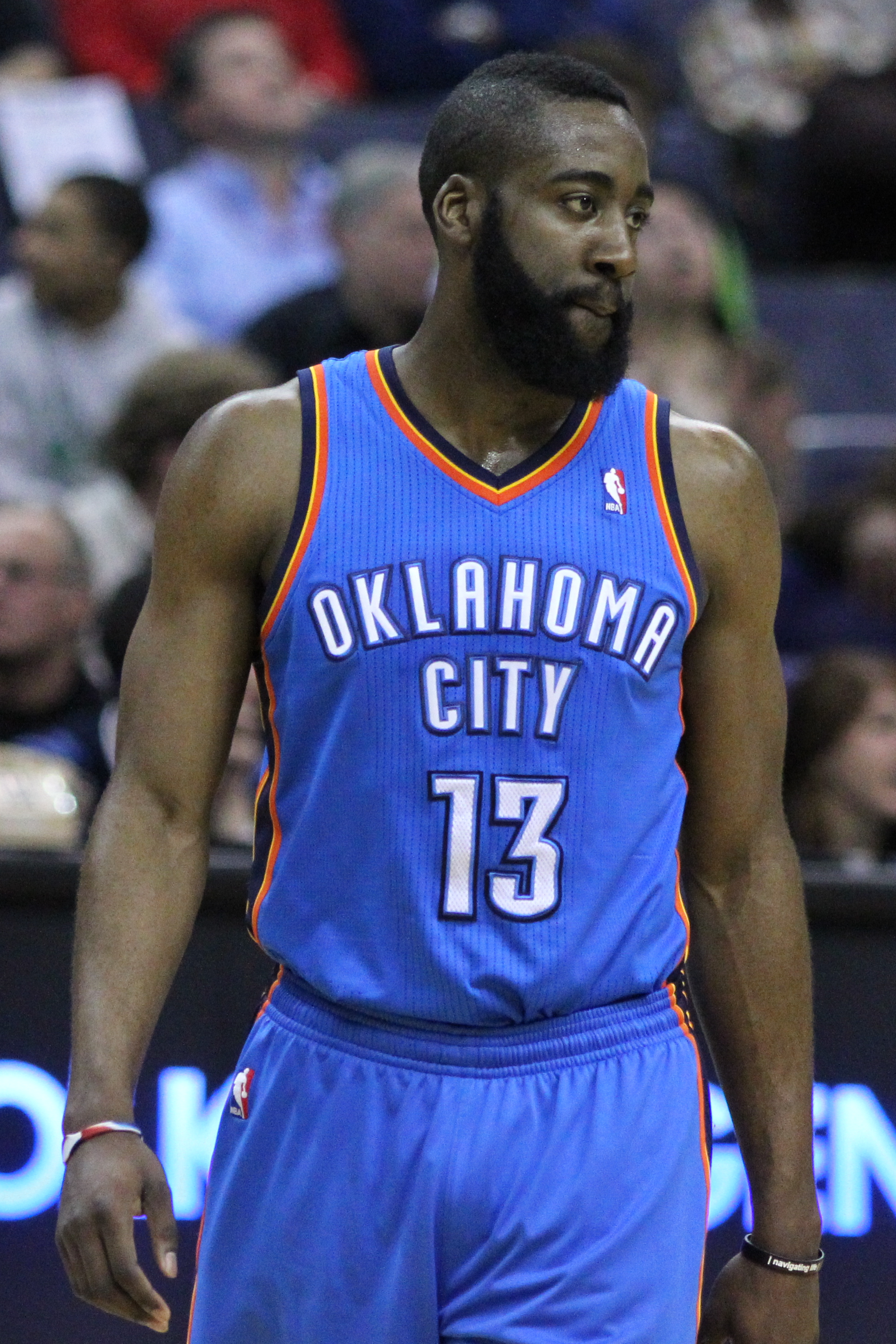
Harden sous le maillot du Thunder

Drafté à la troisième place de la draft 2009 de la NBA par le Thunder d'Oklahoma City, il s'impose comme un joueur important de la franchise lors de la saison 2011-2012 (sa troisième dans l'Oklahoma) en atteignant une moyenne de 16,8 points par match, auxquels s'ajoutent 1 interception, 4,1 rebonds et 3,7 passes décisives par match.
À l'issue de cette saison, il est nommé meilleur sixième homme de la NBA, récompensant ainsi ses sorties du banc plus que remarquées.
Lors du premier tour des playoffs NBA 2012, il prend part activement avec les deux autres membres du Big Three du Thunder, Kevin Durant et Russell Westbrook, au sweep, aucune défaite dans la série, du champion NBA en titre, les Mavericks de Dallas, en finissant meilleur marqueur du match 4 avec 29 points.
L'équipe parvient ensuite en finales NBA après avoir éliminé sèchement les Lakers 4-1 puis l'équipe au meilleur bilan de la Ligue durant la saison régulière, les Spurs, 4-2. En finale contre le Heat de Miami, Harden réalise des prestations assez décevantes, et sans l'apport habituel de son sixième homme, le Thunder s'incline contre les Floridiens 4-1.

### Rockets de Houston (2012-2021)

#### Saison 2012-2013
En octobre 2012, incapable de trouver un accord sur une extension de contrat, la direction du Thunder transfère James Harden, qui sera agent libre restreint (restricted free agent) à l'été 2013, pour la franchise des Rockets de Houston, en compagnie de Cole Aldrich, Daequan Cook et Lazar Hayward, contre Kevin Martin, Jeremy Lamb et deux premiers tours de draft et un second tour. Lors des dernières négociations, Harden avait une heure pour donner son accord. L'heure passée, le General Manager du Thunder a monté le transfert avec les Rockets. Les Suns de Phoenix ont également été contactés par le Thunder, sans qu'un accord ne puisse être trouvé.

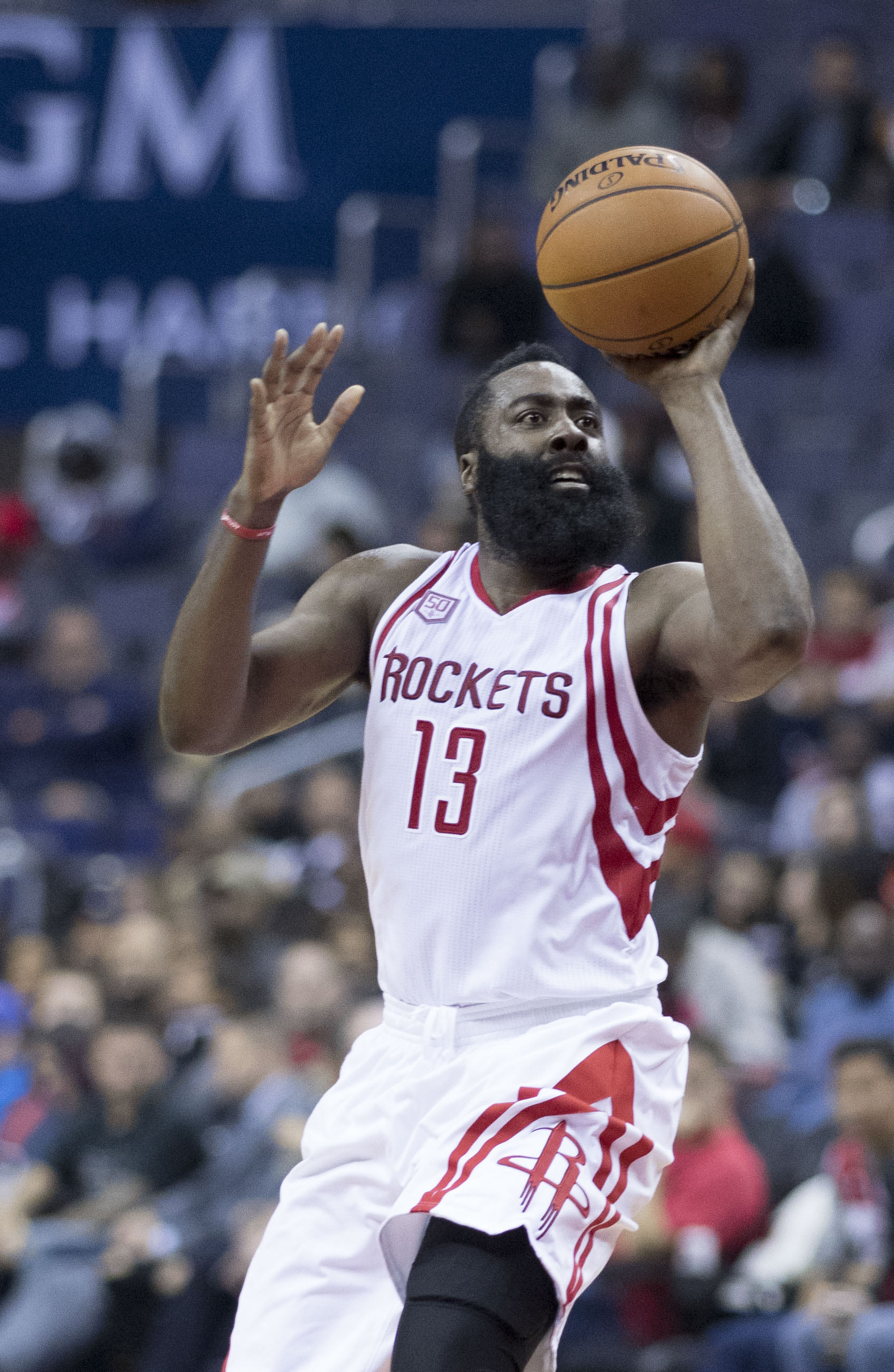
Harden sous les couleurs des Rockets

Lors des deux premières rencontres de la saison sous son nouvel uniforme, il inscrit 37 et 45 points, établissant un record NBA de points inscrits pour un joueur effectuant ses deux premiers matchs avec une nouvelle équipe, et rejoint Michael Jordan et Wilt Chamberlain comme joueur ayant inscrit au moins 82 points lors des deux premières rencontres d'une saison régulière. À la suite de ce record, il est désigné meilleur joueur de la conférence Ouest de NBA pour la semaine du 30 octobre au 4 novembre 2012.
Il réalise le premier triple-double de sa carrière, le 2 février 2013, contre les Bobcats de Charlotte, enregistrant 21 points, 11 rebonds et 11 passes décisives. Lors de cette saison avec les Rockets, James Harden se révèle être l'un des joueurs les plus clutchs de la Ligue et l'un des meilleurs joueurs NBA. Il se révèle comme le patron de cette franchise, qu'il porte vers les playoffs. Pour le récompenser de son excellente saison, les coachs NBA le sélectionnent pour le NBA All-Star Game 2013 qui se dispute à Houston. Lors de ce match, il inscrit 15 points, capte 6 rebonds et délivre 3 passes décisives. L'équipe de sa conférence s'impose sur le score de 143 à 138 et son partenaire pour un match, Chris Paul, est désigné MVP du All Star Game. Toujours lors de cette saison, le 21 février 2013, il bat son record de points en un match en en marquant 46 face à son ancienne équipe, le Thunder.
Il termine la saison régulière avec 25,9 points par match, 4,9 rebonds et 5,8 passes décisives. Il termine au premier rang de la ligue pour le nombre de lancers francs tentés, au deuxième pour le nombre de lancers réussis, au cinquième pour le nombre de tirs à trois points réussis, au septième pour le nombre d'interceptions réussies et au quatrième pour le nombre de points réussis avec 2 023, sa moyenne de 25,9 points le plaçant au cinquième rang de la ligue. Il est toutefois le joueur concédant le plus de pertes de balles avec un total de 295. Il est nommé dans la All-NBA Third Team, marquant sa première sélection. Sa franchise termine avec un bilan de 45 victoires et 36 défaites, terminant ainsi à la huitième place de la conférence Ouest. Opposé en playoffs au Thunder, qui l'emporte finalement quatre à deux, il inscrit 26,3 points, capte 6,7 rebonds et délivre 4,5 passes lors de cette série.

#### Saison 2013-2014
La saison 2013-2014 est cependant bien différente du côté de Houston. L’arrivée de l’ex All-Star et Défenseur de l’année, Dwight Howard, semble nécessaire pour élever le niveau de jeu de Houston, leur permettant peut-être de viser plus haut à la fin de la saison. Lors de cette première saison ensemble, les deux joueurs se complètent bien dans le jeu et Houston réalise une excellente saison collective. Harden est sélectionné par les entraîneurs comme réserviste pour le NBA All-Star Game 2014. Il enregistre 8 points, 5 passes décisives, un rebond et une interception sur ce match. Les Rockets terminent la saison 4e de la Conférence Ouest avec un bilan de 54 victoires pour 28 défaites. Harden remporte les honneurs de la All-NBA First Team pour la première fois de sa carrière.
Le 1er tour des playoffs les oppose au cinquième, les Trail Blazers de Portland emmenés par Damian Lillard et LaMarcus Aldridge. Si la confrontation semble équilibrée, les Rockets et en particulier Harden déçoivent beaucoup avec des pourcentages au tir médiocres. Les Rockets sont menés 3-1 et dos au mur, mais parviennent à remporter le cinquième match. Cependant, trois jours plus tard, Portland se qualifie en s’imposant 99-98 au Toyota Center grâce à un tir de Lillard au buzzer. Mais au-delà de la défaite, une mauvaise réputation commence à s’installer sur les épaules du franchise player des Rockets. Déjà ciblé après la défaite en Finales NBA en 2012, Harden est visé par les médias pour ne pas avoir su porter son équipe, perdant notamment son duel direct avec Lillard.

#### Saison 2014-2015

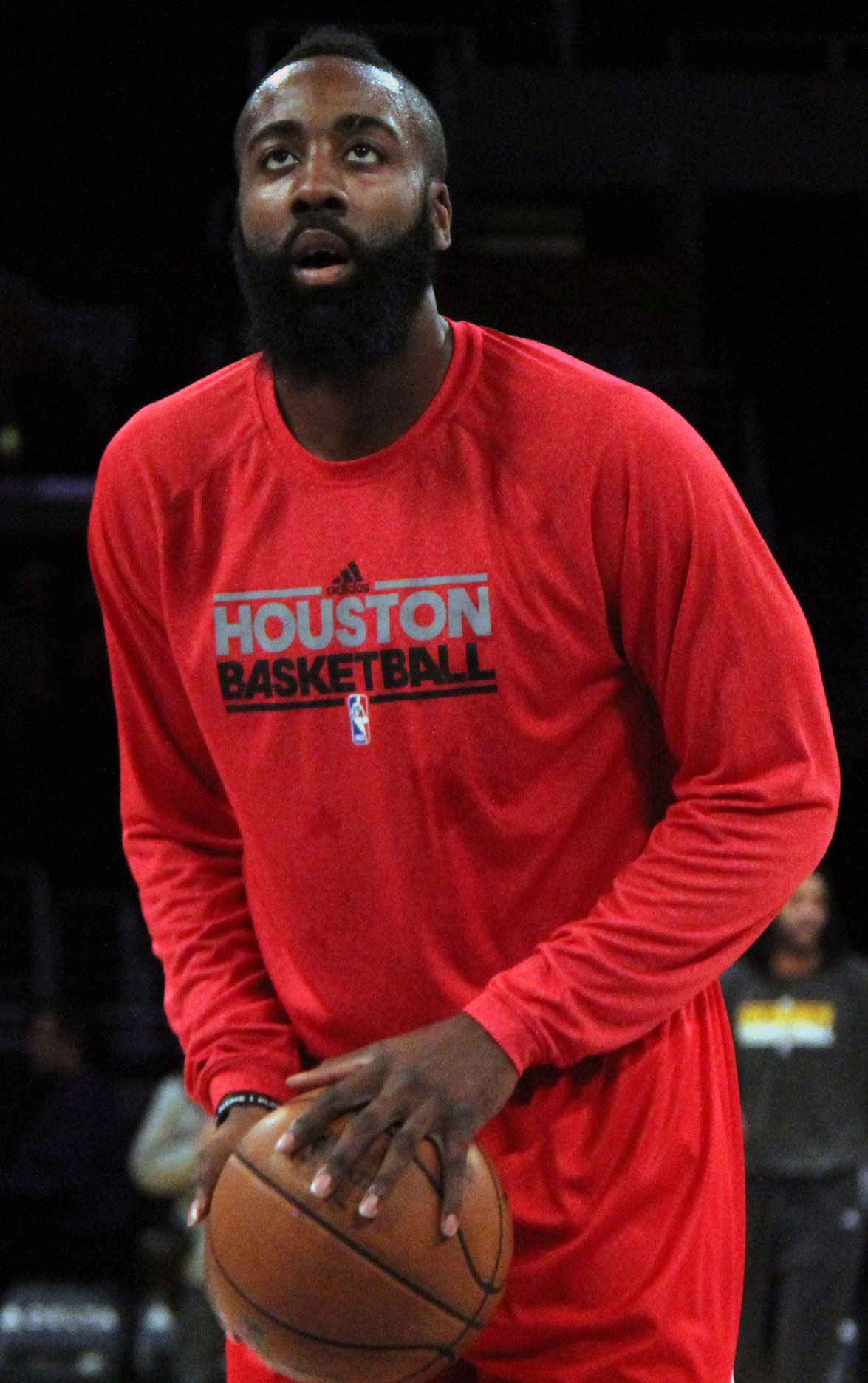
Harden aux Rockets

Au commencement de la saison 2014-2015, la franchise de Houston a procédé à quelques changements, Harden n'est plus vraiment la seule vraie star de l'équipe, il est entouré de joueurs talentueux comme Trevor Ariza, Patrick Beverley et Dwight Howard.
Le 19 mars 2015, il marque 50 points contre les Nuggets de Denver et inscrit 51 points contre les Kings de Sacramento le 1er avril. C’était son 33e match à plus de 30 points de la saison et son 9e match à plus de 40 points de la saison. Il est devenu le premier joueur de l’histoire de la franchise à avoir deux matchs à au moins 50 points en une saison. Quatre jours plus tard, il obtient 41 points contre le Thunder pour son 10e match à plus de 40 points de la saison. Dans le dernier match de la saison régulière, le 15 avril, Harden enregistre son quatrième triple-double de la saison avec 16 points, 11 rebonds et 10 passes décisives dans une victoire, 117-91, sur le Jazz de l'Utah.
Il aide les Rockets à remporter leur premier titre de division depuis 1994 et arrive à se hisser à la deuxième place de la conférence Ouest. Harden est alors classé deuxième dans le classement du NBA Most Valuable Player. En playoffs, les Rockets parviennent à arriver jusqu'en finale de conférence contre les Warriors de Golden State, de Stephen Curry le MVP en titre. Mais Harden ne peut rien faire pour empêcher l'élimination et l'équipe se fait battre 4-1 par des Warriors qui sont clairement au-dessus et qui sont en route vers le titre, ainsi que le commencement de la domination de la franchise sur la NBA.

#### Saison 2015-2016
Lors de la saison 2015-2016, les Rockets ne font pas une saison très glorieuse, l'équipe n'arrive plus à s'entendre et des problèmes internes font alors leur apparition. Le 18 novembre, l’entraîneur Kevin McHale est congédié après un bilan de 4-7 en début de saison. Le 20 janvier, Harden enregistre son premier triple-double de la saison et son septième de sa carrière avec 33 points, 17 rebonds et 14 passes décisives dans une défaite 123-114 contre les Pistons de Détroit. Il devient le premier joueur à avoir ces statistiques dans un match depuis Wilt Chamberlain et ses 53 points, 32 rebonds et 14 passes en mars 1968. Harden termine le mois de mars avec 457 points, 152 passes décisives et 102 rebonds, devenant le premier joueur à enregistrer au moins 450 points, 150 passes décisives et 100 rebonds en un seul mois, depuis Oscar Robertson en décembre 1967. Cependant, il termine la saison en battant le record du nombre de ballons perdus en une saison avec un total de 374.
Avec une fin de saison arrachée, Harden et les siens arrivent à atteindre les playoffs en étant classés à la huitième place de l'Ouest, mais tombent encore une fois contre les Warriors qui viennent d'établir le meilleur bilan de l'histoire en saison régulière (73 victoires pour 9 défaites). Au cours de cette série, Houston gagne le Game 3 avec un très grand James Harden qui sort un game-winner pour sceller la rencontre. Malgré cette performance, les Rockets perdent alors la série 4-1 et sont éliminés.

#### Saison 2016-2017

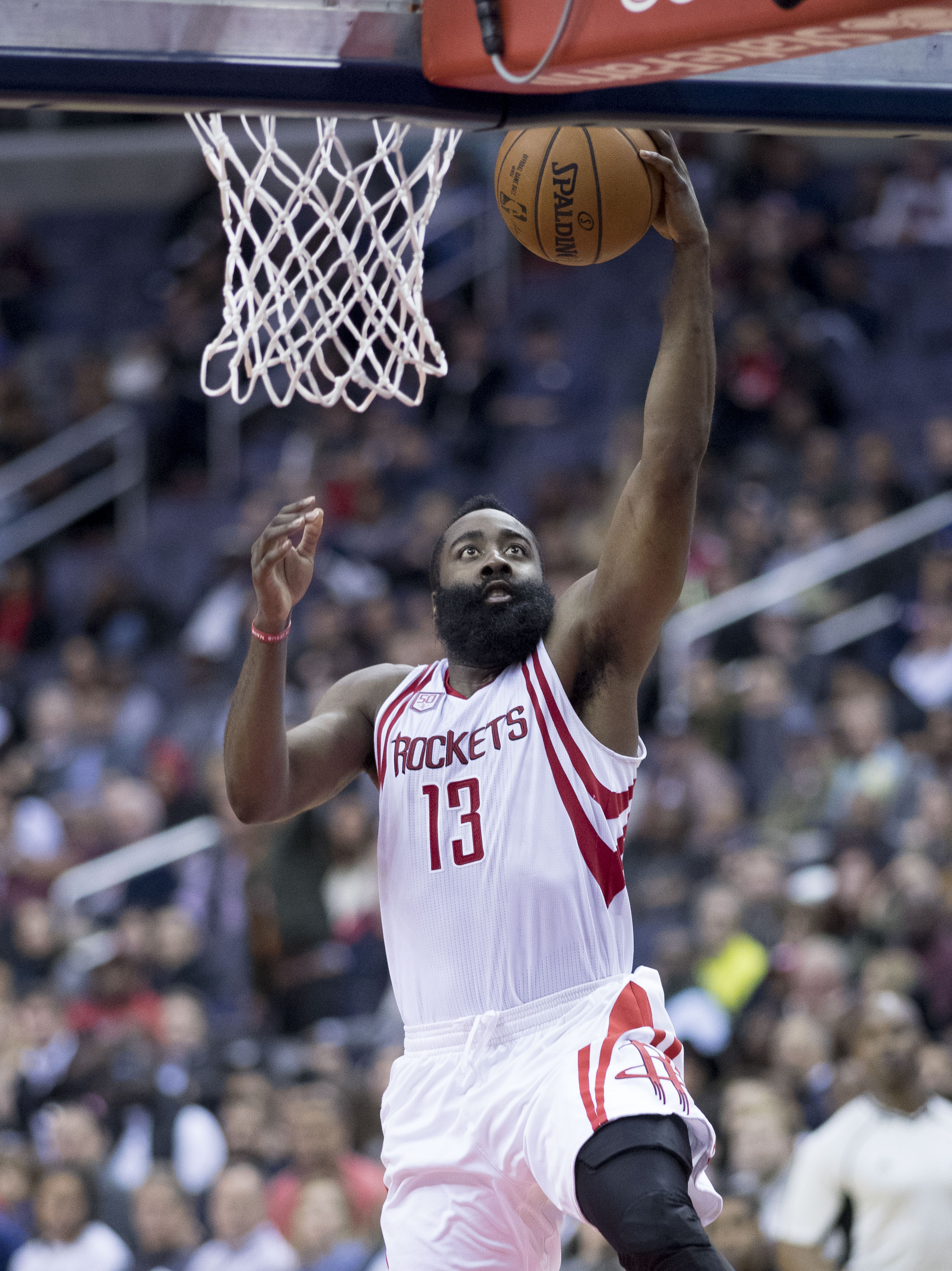
Harden en 2016

Le 9 juillet 2016, Harden signe un contrat de quatre ans d’une valeur de 118,1 millions de dollars avec les Rockets. Avec l'arrivée de Mike D'Antoni comme entraîneur pour la saison 2016-2017, James Harden est replacé au poste de meneur. Il s'adapte rapidement à ses nouvelles responsabilités et brille dans le système de jeu offensif prôné par son nouvel entraîneur comme le montrent les triple-doubles qu'il réalise ou ses performances offensives.
À l’ouverture de la saison des Rockets, le 26 octobre, Harden obtient 34 points et bat son record en carrière de 17 passes décisives, dans une défaite 120-114 contre les Lakers de Los Angeles. Le 31 décembre 2016, il s'illustre avec un nouveau triple-double : 53 points, 17 passes décisives et 16 rebonds face aux Knicks de New York, devenant le premier joueur de l'histoire de la NBA à dépasser les marques statistiques de 50-15-15. Il égale avec cette performance le record de Wilt Chamberlain concernant le nombre de points inscrits lors d'un triple-double (Chamberlain ayant ajouté de son côté 32 rebonds et 14 passes décisives). Ses 10e et 11e triples-doubles de la saison ont eu lieu deux fois de suite les 8 et 10 janvier, ce qui lui a permis de devenir le quatrième joueur de l’histoire de la NBA avec au moins 40 points, 10 rebonds et 10 passes sur deux matchs consécutifs. Le 27 janvier, il enregistre son 14e triple-double de la saison avec 51 points, 13 rebonds et 13 passes décisives dans une victoire 123-118 contre les 76ers de Philadelphie, devenant le premier joueur de l’histoire, à réaliser plusieurs triple-doubles d'au moins 50 points en une saison. Le 3 février contre les Bulls de Chicago, Harden a marqué son 10 000e point en tant que joueur des Rockets, dépassant Yao Ming à la sixième place dans l’histoire de la franchise. Il termine la saison régulière avec 22 triple-doubles et devient le premier joueur de l’histoire à terminer la saison régulière avec au moins 2000 points (2 356), 900 passes décisives (907) et 600 rebonds (659).
Harden est encore une fois passé à deux doigts du titre de MVP après avoir terminé deuxième après Russell Westbrook, ancien coéquipier et auteur d'une saison fabuleuse en triple-double. Cette saison se termine en demi-finale de conférence contre les Spurs de San Antonio (série perdue 4 à 2), où Harden bat d'ailleurs son ancienne équipe du Thunder lors du premier tour de ces playoffs.

#### Saison 2017-2018: Titre de MVP
Le 8 juillet 2017, Harden signe une prolongation de contrat de quatre ans avec les Rockets pour environ 160 millions de dollars, ce qui lui donne un contrat total de six ans à hauteur de 228 millions de dollars garantis, soit le contrat le plus cher de l’histoire de la NBA. Houston est extrêmement actif lors de l'intersaison et échange plusieurs joueurs pour faire arriver Chris Paul dans l'effectif, pour entourer Harden.
Lors du début de la saison 2017-2018, Harden établit un record en marquant au moins 20 points sur 30 matchs consécutifs. Le précédent record était détenu par Moses Malone, qui l’a fait en 29 matchs consécutifs au cours de la saison 1981-1982. Le 30 janvier, dans une victoire 114-107 contre le Magic d'Orlando, Harden est devenu le premier joueur de l’histoire à marquer 60 points accompagné d'un triple-double, terminant avec 10 rebonds et 11 passes décisives. Harden marque 18 points au quatrième quart-temps pour éclipser les 57 points de Calvin Murphy, pour battre le record de points de la franchise en un seul match.
Cette saison semble être la bonne pour les Rockets qui terminent la saison en étant premier de la NBA, devant Golden State, avec le meilleur bilan de l'histoire de la franchise (65-17). Avec cette succession d'événements avantageux, Harden termine la saison en ayant enfin obtenu le titre de MVP de la saison régulière en tournant en moyenne à 30,4 points par match, 8,8 passes et 5,4 rebonds.
Une fois en playoffs, les Rockets emmenés par Harden et Paul, se débarrassent des Timberwolves du Minnesota et du Jazz de l'Utah en cinq matchs chacun. Une nouvelle fois en finale de conférence, Houston tombe contre les Warriors, leurs bourreaux depuis plusieurs saisons. Après le Game 5, Houston mène la série 3-2 et l'équipe peut rêver du titre NBA, mais la blessure de Chris Paul limite les Rockets, et les Warriors remportent la série 4-3.

#### Saison 2018-2019
Lors de la saison 2018-2019, à la fin du mois de décembre, Harden porte les Rockets à un bilan de 21-15, sans Chris Paul, blessé aux ischio-jambiers. Le 23 janvier, il inscrit 61 points, nouveau record en carrière, avec 15 rebonds dans une victoire 114-110 contre les Knicks de New York. Avec 42 points contre les Timberwolves le 13 février, Harden inscrit 30 points ou plus pour le 31e match consécutif, égalant Chamberlain pour la deuxième plus longue série dans l’histoire de la ligue. Le 21 février, lors du premier match des Rockets après le NBA All-Star Game 2019, Harden marque 30 points contre les Lakers de Los Angeles pour son 32e match consécutif avec plus de 30 points, sa série sera stoppée au match suivant. Le 19 mars, il marque 31 points dans une victoire contre les Hawks et est devenu le premier joueur de l’histoire à marquer 30 points ou plus contre les 29 autres équipes en une seule saison. Le 20 mars, il marque 57 points dans une défaite 126-125 contre les Grizzlies de Memphis, établissant son septième match à plus de 50 points sur la saison. Deux jours plus tard, il égale son record en carrière avec 61 points, dont 27 dans le premier quart-temps, contre les Spurs.
Le 31 mars, Harden obtient 50 points, 11 rebonds et 10 passes décisives contre les Kings pour enregistrer son 9e match à plus de 50 points dans la saison régulière. C'est son cinquième triple-double en carrière à 50 points (record NBA). Il est également devenu le 9e joueur dans l’histoire à inscrire 2 000 tirs à trois points en carrière.
Malheureusement pour les Rockets, les Warriors les éliminent une nouvelle fois en playoffs, au terme de 6 matchs en demi-finale de conférence. Harden finit à nouveau deuxième dans la course au MVP, battu par Giánnis Antetokoúnmpo.

#### Saison 2019-2020
À la suite de cet échec, les relations tumultueuses entre Chris Paul et James Harden sont mises en avant, et Paul est envoyé au Thunder en échange de Russell Westbrook. James Harden retrouve ainsi le meneur qu'il a côtoyé à ses débuts. Après un début de saison 2019-2020 compliqué sur le plan individuel, il est nommé joueur de la semaine de la conférence Ouest, le 11 novembre, après que les Rockets eurent remporté tous les matchs de la semaine, Harden enregistrant un double-double à chaque match, avec des moyennes de 40,7 points, 9,3 passes décisives, 8 rebonds, 2,3 interceptions et 1,3 contre. Il atteint une moyenne de 38 points par match sur les trois premiers mois de compétition. Il marque notamment 60 points en trois quarts-temps face aux Hawks d'Atlanta.
Le 21 décembre 2019, Harden dépasse Elgin Baylor pour le plus grand nombre de matchs à au moins 40 points de l’histoire dans une victoire de 139-125 contre les Suns. Il termine la décennie en tant que meilleur marqueur de la NBA avec 19 578 points à partir des matchs du 1er janvier 2010, malgré son début de sa carrière en tant que sixième homme avec le Thunder d'Oklahoma City. Il est sélectionné pour son huitième NBA All-Star Game cette saison.
Dans le premier match des Rockets, après la suspension de la saison en raison de la pandémie de Covid-19, Harden est devenu le deuxième meilleur marqueur de l’histoire de la franchise après avoir inscrit 49 points, 9 rebonds, 8 passes décisives, 3 interceptions, 3 contres contre les Mavericks. Il devient meilleur marqueur de la ligue pour la troisième saison consécutive. Il est en outre finaliste pour le titre de MVP et est nommé dans la All-NBA First Team.
Lors des playoffs, l'équipe joue dans un style de jeu small-ball, avec peu de grands joueurs. Néanmoins, face aux Lakers, l'équipe est éliminée en demi-finale de conférence sur le score de 4-1 sur la série.

### Nets de Brooklyn (2021-2022)

#### Saison NBA 2020-2021
Désireux de remporter un titre, James Harden est transféré en janvier 2021 vers les Nets de Brooklyn dans un échange impliquant quatre équipes. Il rejoint son ancien coéquipier Kevin Durant et Kyrie Irving pour former une équipe d’All-Stars. Mais au total, ces trois joueurs ne jouent que 16 matchs ensemble.[réf. nécessaire]

### 76ers de Philadelphie (2022-2023)

#### Saison NBA 2021-2022
En février 2022, désirant quitter les Nets, il est transféré aux 76ers de Philadelphie avec Paul Millsap contre Ben Simmons, Seth Curry, Andre Drummond et deux choix de draft.

#### Saison NBA 2022-2023
En juillet 2022, Harden signe un contrat sur une saison (avec une saison supplémentaire en option) avec les 76ers pour 33 millions de dollars sur la première saison.
Le 23 décembre 2022, lors d'un match face aux Clippers de Los Angeles, il bat son record de passes décisives sur un match avec 21.
Son association avec le pivot Joel Embiid est une réussite et il termine meilleur passeur de la saison 2022-2023 avec 10,7 passes décisives en moyenne par match, tandis qu'Embiid termine meilleur marqueur de la saison. Les 76ers terminent 3e de la conférence Est. Les 76ers battent les Nets de Brooklyn (4-0) au premier tour des playoffs 2023 mais sont ensuite battus par les Celtics de Boston. La série de Harden est contrastée. Lors des matchs 1 et 4, il réalise d'excellentes performances avec 45 et 41 points respectivement. Néanmoins, lors du match 7 décisif, son équipe est largement battue à Boston et Harden rate totalement son match, avec 9 points à 27 % au tir et 5 pertes de balle.
Pendant l'intersaison, Harden souhaite partir des Sixers et rejoindre les Clippers de Los Angeles. La discussion pour un transfert aux Clippers échoue. Harden annonce alors refuser de jouer avec les Sixers tant que Daryl Morey (en) est président de l'équipe ; il traite ainsi Morey de menteur. Harden ne participe pas aux rencontres de présaison avec les Sixers,,.

### Clippers de Los Angeles (depuis 2023)

#### Saison NBA 2023-2024
En octobre 2023, quelques jours après le début de la saison, James Harden est envoyé aux Clippers de Los Angeles avec P. J. Tucker et Filip Petrušev, dans un échange contre Marcus Morris, Nicolas Batum, Robert Covington, Kenyon Martin Jr. et de plusieurs choix de draft,.
Le 4 avril, lors d'un match contre les Nuggets de Denver, il est devenu le quatrième joueur de l'histoire de la NBA à atteindre au moins 25 000 points, 7 000 passes décisives et 6 000 rebonds en carrière, rejoignant ainsi LeBron James, Oscar Robertson et Russell Westbrook.

#### Saison NBA 2024-2025
Début juillet 2024, The Beard prolonge aux Clippers pour 70 millions de dollars sur deux ans (avec la deuxième année en option). Après une saison réussie aux côtés de Kawhi Leonard, terminée par une 5ème place de conférence et une défaite en 7 matchs contre les Nuggets de Denver, il prolonge le 29 juin aux Clippers pour 81,5 millions de dollars sur deux ans, la deuxième année étant en option.

## Profil de jeu
James Harden fait partie des attaquants les plus talentueux et complets de sa génération. L’arrière est un solide athlète (pas extrêmement explosif mais plus costaud que la moyenne et très mobile), intelligent, rusé et doué d’un grand niveau technique offensif.

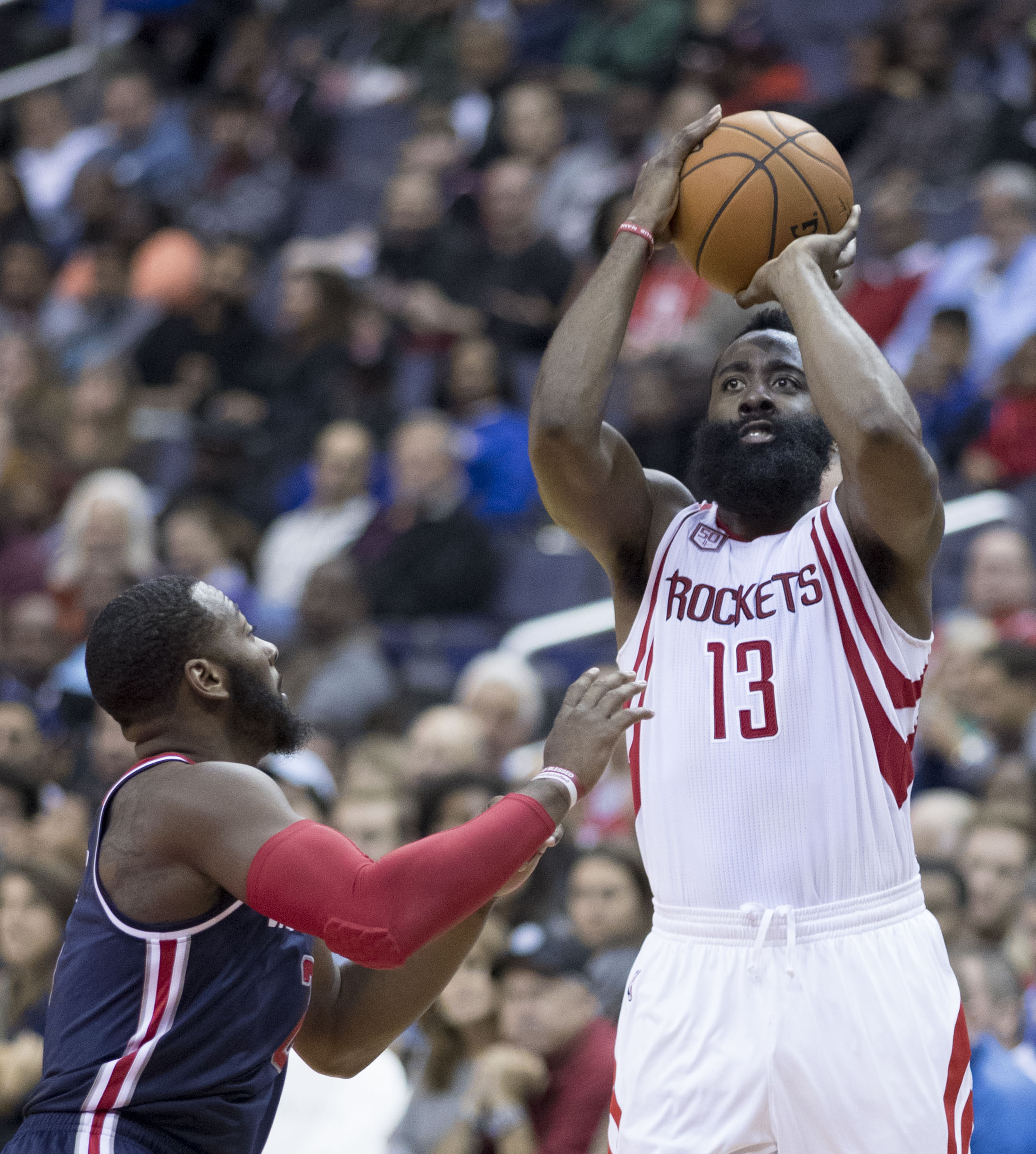
Harden tirant à trois points en 2016

Fort dans le tir en réception de passe, il parvient également très bien à se créer son tir en un-contre-un. Il utilise énormément le step-back, mouvement qui consiste à faire deux pas vers l'arrière pour s'écarter du défenseur et tirer dans la foulée. Celui-ci lui permet de tirer de nombreux tirs à 3 points ou d'obtenir une faute, et régulièrement les deux à la fois. 
Harden est bien plus efficace pour marquer après pénétration. Costaud, très bon manieur de ballon et créatif, il est à la fois très fort pour se créer un chemin dans les défenses et pour conclure ce genre d’actions par un panier (68 % de réussite). Il parvient d’ailleurs très bien à provoquer des fautes adverses et tire donc beaucoup de lancers-francs à chaque match (10,2). Harden est également un excellent passeur : au début de la saison 2016-2017, il est utilisé en meneur de jeu par Mike D'Antoni et réalise plusieurs triple-doubles ; ses statistiques de passes décisives augmentent,. Il lit très bien le jeu et fait la bonne action au bon moment. Par contre, il a tendance à perdre beaucoup de ballons (3,7 par match).
James Harden est un attaquant formidable mais il est loin d’être aussi performant en défense. Il est limité par sa vitesse latérale mais c’est surtout en raison d’un manque d’envie, de discipline et d’attention qu’il s'est forgé une réputation de mauvais défenseur pour de nombreux observateurs. Cependant, il se classe régulièrement dans le classement des joueurs effectuant le plus d'interceptions par matchs.

## Palmarès

### En équipe nationale

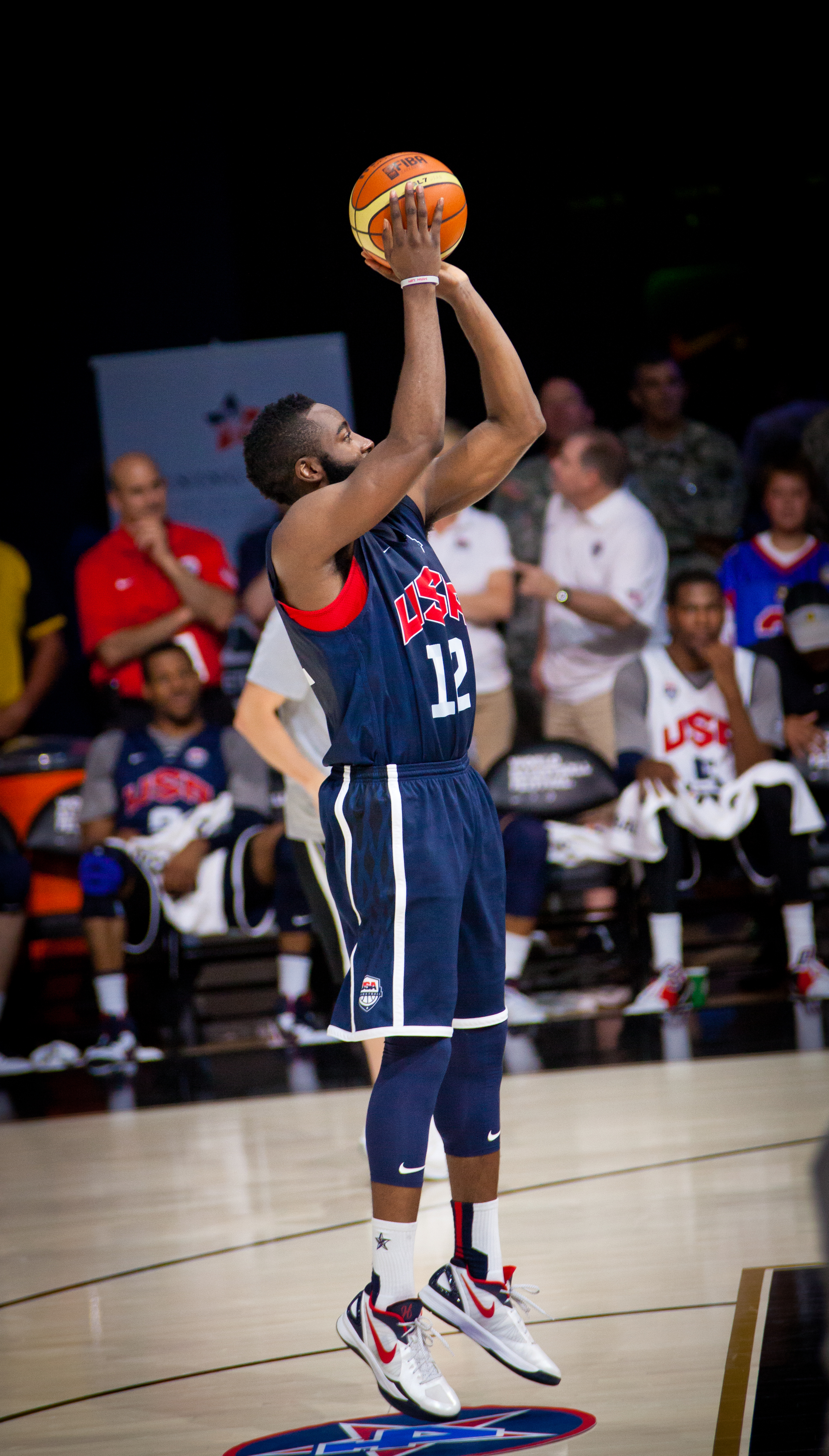
Harden avec la Team USA.

- Médaillé d'or aux Jeux olympiques d'été de 2012 à Londres avec l'équipe des États-Unis.
- Médaillé d'or à la coupe du monde 2014 en Espagne.

### En NBA
- Finales NBA avec le Thunder en 2012 contre le Heat de Miami
- Champion de la Conférence Ouest avec le Thunder d'Oklahoma City en 2012.
- 2 fois Champion de la Division Nord-Ouest avec le Thunder d'Oklahoma City en 2011 et 2012.
- 4 fois Champion de la Division Sud-Ouest avec les Rockets de Houston en 2015, 2018, 2019 et 2020.

### Distinctions personnelles

#### NBA
- NBA Most Valuable Player en 2018.
- NBA Sixth Man of the Year en 2012.
- 11 sélections au NBA All-Star Game en 2013, 2014, 2015, 2016, 2017, 2018, 2019, 2020, 2021, 2022 et 2025.
- 6 fois All-NBA First Team en 2014, 2015, 2017, 2018, 2019 et 2020.
- 2 fois All-NBA Third Team en 2013 et 2025.
- NBA All-Rookie Second Team en 2010.
- 3 fois meilleur marqueur de la ligue en 2018, 2019 et 2020.
- 2 fois meilleur passeur de la ligue en 2017 et 2023.
- Joueur ayant joué le plus de minutes en 2016.

#### Université
- Consensus First-Team All-American en 2009[55].
- Pac-10 Player of the Year en 2009
- 2 fois First-Team All-Pac-10 en 2008 et 2009[2].
- Numéro 13 retiré par les Sun Devils d'Arizona State.

## Statistiques

### Universitaires
Statistiques en NCAA de James Harden
| Saison    | Équipe        | Matchs | Titul. | Min./m | % Tir  | % 3pts | % LF   | Rbds/m. | Pass/m. | Int/m. | Ctr/m. | Pts/m. |
| --------- | ------------- | ------ | ------ | ------ | ------ | ------ | ------ | ------- | ------- | ------ | ------ | ------ |
| 2007-2008 | Arizona State | 34     | 33     | 34,1   | 52,7   | 40,7   | 75,4   | 5,26    | 3,24    | 2,15   | 0,56   | 17,79  |
| 2008-2009 | Arizona State | 35     | 35     | 35,8   | 48,9   | 35,6   | 75,6   | 5,57    | 4,23    | 1,69   | 0,31   | 20,11  |
| Total     | Total         | 69     | 68     | 35,0   | 50,6 % | 37,6 % | 75,5 % | 5,42    | 3,74    | 1,91   | 0,43   | 18,97  |

### NBA

#### Saison régulière
| MVP de la saison | Leader de la ligue | Sixième homme de l'année |

gras = ses meilleures performances
Statistiques en saison régulière de James Harden
| Saison        | Équipe        | Matchs | Titul. | Min./m | % Tir | % 3pts | % LF | Rbds/m. | Pass/m. | Int/m. | Ctr/m. | Pts/m. |
| ------------- | ------------- | ------ | ------ | ------ | ----- | ------ | ---- | ------- | ------- | ------ | ------ | ------ |
| 2009-2010     | Oklahoma City | 76     | 0      | 22,9   | 40,3  | 37,5   | 80,8 | 3,21    | 1,80    | 1,05   | 0,26   | 9,91   |
| 2010-2011     | Oklahoma City | 82     | 5      | 26,7   | 43,6  | 34,9   | 84,3 | 3,11    | 2,15    | 1,12   | 0,29   | 12,17  |
| 2011-2012*    | Oklahoma City | 62     | 2      | 31,4   | 49,1  | 39,0   | 84,6 | 4,06    | 3,69    | 1,00   | 0,24   | 16,84  |
| 2012-2013     | Houston       | 78     | 78     | 38,3   | 43,8  | 36,8   | 85,1 | 4,86    | 5,83    | 1,82   | 0,49   | 25,94  |
| 2013-2014     | Houston       | 73     | 73     | 38,0   | 45,6  | 36,6   | 86,6 | 4,71    | 6,11    | 1,58   | 0,40   | 25,36  |
| 2014-2015     | Houston       | 81     | 81     | 36,8   | 44,0  | 37,5   | 86,8 | 5,67    | 6,98    | 1,90   | 0,74   | 27,37  |
| 2015-2016     | Houston       | 82     | 82     | 38,1   | 43,9  | 35,9   | 86,0 | 6,11    | 7,46    | 1,70   | 0,62   | 28,98  |
| 2016-2017     | Houston       | 81     | 81     | 36,4   | 44,0  | 34,7   | 84,7 | 8,14    | 11,20   | 1,49   | 0,47   | 29,09  |
| 2017-2018     | Houston       | 72     | 72     | 35,4   | 44,9  | 36,7   | 85,8 | 5,40    | 8,75    | 1,75   | 0,69   | 30,43  |
| 2018-2019     | Houston       | 78     | 78     | 36,8   | 44,2  | 36,8   | 87,9 | 6,64    | 7,51    | 2,03   | 0,74   | 36,13  |
| 2019-2020*    | Houston       | 68     | 68     | 36,5   | 44,4  | 35,5   | 86,5 | 6,56    | 7,53    | 1,84   | 0,88   | 34,34  |
| 2020-2021     | Houston       | 8      | 8      | 36,3   | 44,4  | 34,7   | 88,3 | 5,12    | 10,38   | 0,88   | 0,75   | 24,75  |
| 2020-2021     | Brooklyn      | 36     | 35     | 36,6   | 47,1  | 36,6   | 85,6 | 8,53    | 10,89   | 1,28   | 0,75   | 24,58  |
| 2021-2022     | Brooklyn      | 44     | 44     | 37,0   | 41,4  | 33,2   | 86,9 | 7,98    | 10,16   | 1,27   | 0,70   | 22,50  |
| 2021-2022     | Philadelphie  | 21     | 21     | 37,7   | 40,2  | 32,6   | 89,2 | 7,10    | 10,48   | 1,24   | 0,24   | 21,05  |
| 2022-2023     | Philadelphie  | 58     | 58     | 36,8   | 44,1  | 38,5   | 86,7 | 6,10    | 10,66   | 1,22   | 0,53   | 20,97  |
| 2023-2024     | L.A. Clippers | 72     | 72     | 34,3   | 42,8  | 38,1   | 87,8 | 5,10    | 8,50    | 1,10   | 0,80   | 16,60  |
| 2024-2025     | L.A. Clippers | 79     | 79     | 35,3   | 41,0  | 35,2   | 87,4 | 5,80    | 8,70    | 1,50   | 0,70   | 22,80  |
| Total         | Total         | 1151   | 937    | 34,8   | 43,9  | 36,3   | 86,1 | 5,60    | 7,20    | 1,50   | 0,60   | 24,10  |
| All-Star Game | All-Star Game | 10     | 6      | 24,7   | 45,3  | 41,8   | 50,0 | 4,50    | 5,80    | 0,70   | 0,33   | 14,90  |

 Note: * Cette saison a été réduite de 82 à 66 matchs en raison du lock-out.
 Note: * Cette saison a été réduite en raison de la Pandémie de Covid-19.

#### Playoffs
Statistiques en playoffs de James Harden
| Saison | Équipe        | Matchs | Titul. | Min./m | % Tir | % 3pts | % LF | Rbds/m. | Pass/m. | Int/m. | Ctr/m. | Pts/m. |
| ------ | ------------- | ------ | ------ | ------ | ----- | ------ | ---- | ------- | ------- | ------ | ------ | ------ |
| 2010   | Oklahoma City | 6      | 0      | 20,0   | 38,7  | 37,5   | 84,2 | 2,50    | 1,80    | 1,00   | 0,20   | 7,70   |
| 2011   | Oklahoma City | 17     | 0      | 31,6   | 47,5  | 30,3   | 82,5 | 5,40    | 3,60    | 1,20   | 0,80   | 13,00  |
| 2012   | Oklahoma City | 20     | 0      | 31,5   | 43,5  | 41,0   | 85,7 | 5,10    | 3,40    | 1,60   | 0,10   | 16,30  |
| 2013   | Houston       | 6      | 6      | 40,5   | 39,1  | 34,1   | 80,3 | 6,70    | 4,50    | 2,00   | 0,80   | 26,30  |
| 2014   | Houston       | 6      | 6      | 43,9   | 37,6  | 29,6   | 90,0 | 4,70    | 5,80    | 2,00   | 0,20   | 26,80  |
| 2015   | Houston       | 17     | 17     | 37,4   | 43,9  | 38,3   | 91,6 | 5,70    | 7,50    | 1,70   | 0,40   | 27,20  |
| 2016   | Houston       | 5      | 5      | 38,6   | 41,0  | 31,0   | 84,4 | 5,20    | 7,60    | 2,40   | 0,20   | 26,60  |
| 2017   | Houston       | 11     | 11     | 37,0   | 41,3  | 27,8   | 87,8 | 5,50    | 8,50    | 1,90   | 0,50   | 28,50  |
| 2018   | Houston       | 17     | 17     | 36,5   | 41,0  | 29,9   | 88,7 | 5,20    | 6,80    | 2,20   | 0,70   | 28,60  |
| 2019   | Houston       | 11     | 11     | 38,5   | 41,3  | 35,0   | 83,7 | 6,80    | 6,60    | 2,20   | 0,90   | 31,60  |
| 2020   | Houston       | 12     | 12     | 37,3   | 47,8  | 33,3   | 84,5 | 5,60    | 7,70    | 1,50   | 0,80   | 29,60  |
| 2021   | Brooklyn      | 9      | 9      | 35,8   | 47,2  | 36,4   | 90,3 | 6,30    | 8,60    | 1,70   | 0,70   | 20,20  |
| 2022   | Philadelphie  | 12     | 12     | 39,9   | 40,5  | 36,8   | 89,3 | 5,70    | 8,60    | 0,80   | 0,70   | 18,60  |
| 2023   | Philadelphie  | 11     | 11     | 38,8   | 39,3  | 37,8   | 87,3 | 6,20    | 8,30    | 1,80   | 0,40   | 20,30  |
| 2024   | L.A. Clippers | 6      | 6      | 40,3   | 44,9  | 38,3   | 90,6 | 4,50    | 8,00    | 1,00   | 1,00   | 21,20  |
| 2025   | L.A. Clippers | 7      | 7      | 39,4   | 43,6  | 36,4   | 81,8 | 5,40    | 9,10    | 1,30   | 1,00   | 18,70  |
| Total  | Total         | 173    | 130    | 36,2   | 42,5  | 34,0   | 86,9 | 5,50    | 6,50    | 1,60   | 0,60   | 22,50  |

Dernière modification le 10 juillet 2025

## Records sur une rencontre en NBA
Les records personnels de James Harden en NBA sont les suivants, :
| Record de la franchise |

| Type de statistique        | Saison régulière | Saison régulière            | Saison régulière | Playoffs | Playoffs                    | Playoffs          |
| Type de statistique        | Record           | Adversaire                  | Date             | Record   | Adversaire                  | Date              |
| -------------------------- | ---------------- | --------------------------- | ---------------- | -------- | --------------------------- | ----------------- |
| Points                     | 61               | 2 fois                      | 2 fois           | 45       | 2 fois                      | 2 fois            |
| Paniers marqués            | 20               | @ Cavaliers de Cleveland    | 11 décembre 2019 | 15       | 2 fois                      | 2 fois            |
| Paniers tentés             | 41               | @ Timberwolves du Minnesota | 16 novembre 2019 | 35       | @ Trail Blazers de Portland | 25 avril 2014     |
| Paniers à 3 points réussis | 10               | 3 fois                      | 3 fois           | 7        | 6 fois                      | 6 fois            |
| Paniers à 3 points tentés  | 23               | 2 fois                      | 2 fois           | 17       | Warriors de Golden State    | 6 mai 2019        |
| Lancers francs réussis     | 24               | @ Spurs de San Antonio      | 3 décembre 2019  | 18       | 2 fois                      | 2 fois            |
| Lancers francs tentés      | 27               | Grizzlies de Memphis        | 31 décembre 2018 | 20       | 3 fois                      | 3 fois            |
| Rebonds offensifs          | 6                | @ Knicks de New York        | 23 janvier 2019  | 4        | @ Lakers de Los Angeles     | 12 septembre 2020 |
| Rebonds défensifs          | 16               | Pacers de l'Indiana         | 12 août 2020     | 11       | Jazz de l'Utah              | 17 avril 2019     |
| Rebonds totaux             | 17               | 2 fois                      | 2 fois           | 13       | Jazz de l'Utah              | 17 avril 2019     |
| Passes décisives           | 21               | Clippers de Los Angeles     | 23 décembre 2022 | 18       | @ Celtics de Boston         | 30 mai 2021       |
| Interceptions              | 8                | Jazz de l'Utah              | 23 mars 2016     | 7        | Warriors de Golden State    | 24 avril 2016     |
| Contres                    | 5                | @ Pistons de Détroit        | 9 février 2021   | 4        | Jazz de l'Utah              | 24 avril 2019     |
| Balles perdues             | 12               | Raptors de Toronto          | 23 novembre 2016 | 12       | @ Warriors de Golden State  | 27 mai 2015       |
| Minutes jouées             | 51               | @ Cavaliers de Cleveland    | 20 janvier 2021  | 53       | Bucks de Milwaukee          | 19 juin 2021      |

- Double-double : 424 (dont 36 en playoffs)
- Triple-double : 83 (dont 4 en playoffs)

Dernière mise à jour : 26 avril 2025

## Salaires
| Année       | Équipe        | Salaire       |
| ----------- | ------------- | ------------- |
| 2009-2010   | Oklahoma City | 4 004 160 $   |
| 2010-2011   | Oklahoma City | 4 304 234 $   |
| 2011-2012   | Oklahoma City | 3 706 270 $   |
| 2012-2013   | Houston       | 5 820 417 $   |
| 2013-2014   | Houston       | 13 701 250 $  |
| 2014-2015*  | Houston       | 14 728 844 $  |
| 2015-2016   | Houston       | 15 756 438 $  |
| 2016-2017   | Houston       | 26 540 100 $  |
| 2017-2018   | Houston       | 28 299 399 $  |
| 2018-2019   | Houston       | 30 421 854 $  |
| 2019-2020   | Houston       | 38 199 000 $  |
| 2020-2021   | Brooklyn      | 41 254 920 $  |
| 2021-2022   | Philadelphie  | 44 310 840 $  |
| 2022-2023   | Philadelphie  | 33 000 000 $  |
| 2023-2024   | L.A. Clippers | 35 680 595 $  |
| Total Gains | Total Gains   | 340 677 097 $ |
| 2024-2025   | L.A. Clippers | 33 653 846 $  |
| 2025-2026   | L.A. Clippers | 36 346 154 $  |

Note : * Pour la saison 2014-2015, le salaire moyen d'un joueur évoluant en NBA est de 4 500 000 $.

## Clips
| Année | Clip     | Artiste      | Réalisateur  |
| ----- | -------- | ------------ | ------------ |
| 2017  | Way Back | Travis Scott | Travis Scott |

## Pour approfondir